# Сэндовал, Пит
Пит Сэндовал (англ. Pete Sandoval, 21 мая 1963, Сальвадор) — американский музыкант, известный по своему участию в дэт-метал группе Morbid Angel.
Пит Сэндовал родился в Сальвадоре. Его первым значительным пребыванием в качестве барабанщика была грайндкор группа Terrorizer, основанная в 1986 году, где он начал демонстрировать некоторые из его талантов. Под сильным влиянием грайндкора и незначительным музыкальным образованием, Сэндовал быстро развил свои способности в качестве барабанщика.
В 1988 году Сэндовал был приглашен в дэт-метал группу Morbid Angel. Одновременно, оригинальная Terrorizer распалась после ухода Сэндовала и гитариста Джесси Пинтадо (который впоследствии присоединился к Napalm Death).
Сэндовал никогда не использовал два басовых барабана до вступления Morbid Angel. Он много занимался для того, чтобы добиться от своих ног скорости, и участвовал в записи альбома «Altars of Madness» в течение только нескольких месяцев после вступления в Morbid Angel. По словам гитариста Трея Азагтота, группа время от времени находила Сэндовала на полу в луже пота. После пробуждения, он сразу говорил: «Время, чтобы вернуться к работе!». После усвоения использования двойной бас бочки в Morbid Angel, Сэндовал также участвовал в выпуске альбома Terrorizer, когда группа кратко вновь объединились для записи.
По словам Дэвида Винсента, В Morbid Angel однажды подшутили над Сэндовалом, дав ему послушать группу, которая использовала предварительно запрограммированную драм-машину, и сделав вид, что это был настоящий барабанщик, который может играть быстрее, чем мог бы Сэндовал. Сэндовал был смущен, и начал практиковаться, пока не стал играть быстрее, чем машина.
В 2010 году он должен был пройти операцию, чтобы восстановить выпадение позвоночного диска. Не будучи в состоянии играть безболезненно для себя в течение длительного времени, он был заменен Тимом Енгом для записи альбома Illud Divinum Insanus и гастролей с Morbid Angel в 2011.
В декабре 2013 года, Дэвид Винсент заявил в интервью, что Сэндовал уже не с Morbid Angel, ссылаясь, в качестве причины, на его несовместимость с группой после обращения Сэндовала в христианство.